# Neuracanthus pictus
Neuracanthus pictus är en akantusväxtart som beskrevs av Michael George Gilbert. Neuracanthus pictus ingår i släktet Neuracanthus och familjen akantusväxter. Inga underarter finns listade i Catalogue of Life.